# بادقپک درخشان

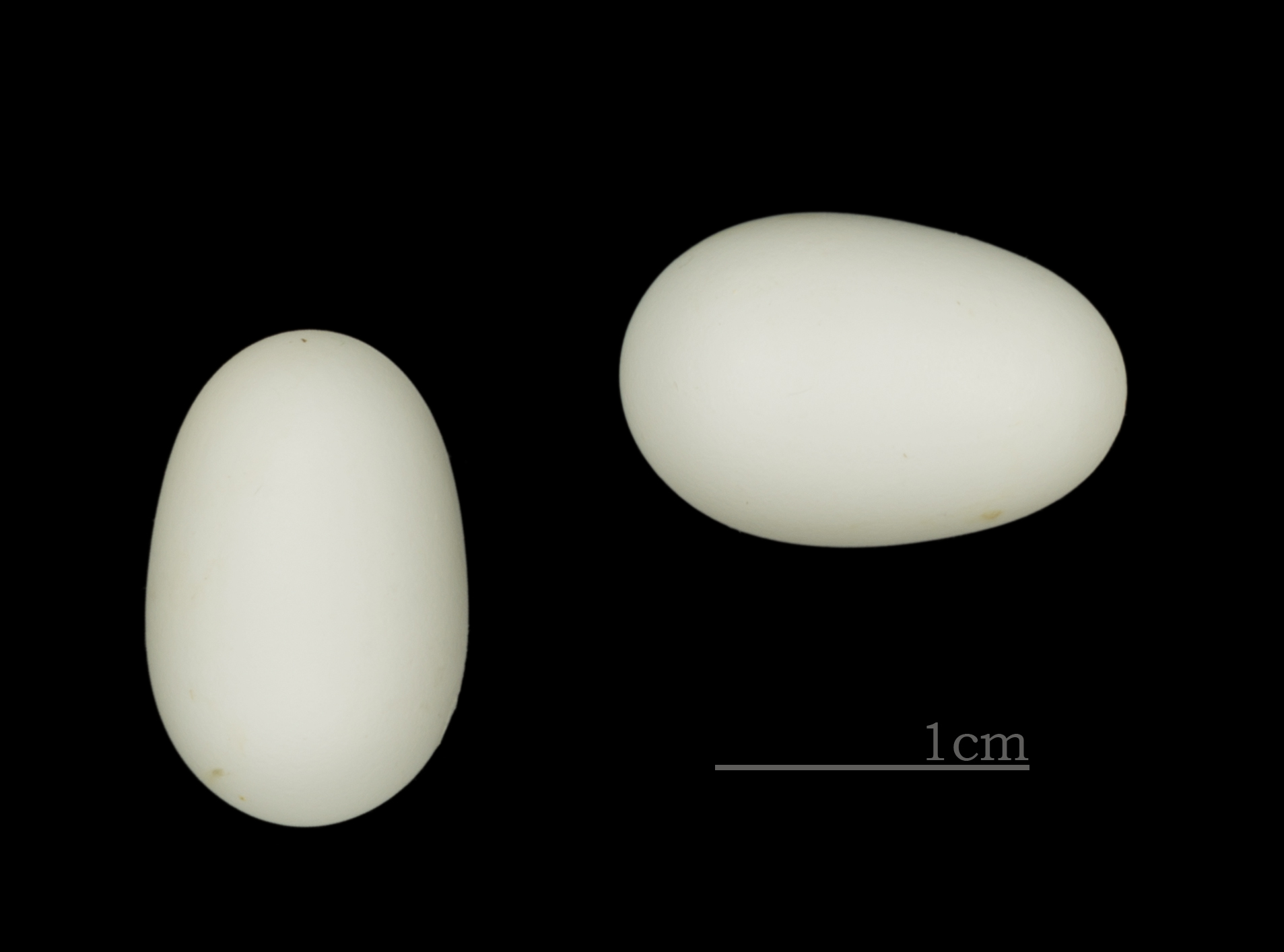
تخم‌های Collocalia esculenta درموزه تولوز

بادقپک درخشان (نام علمی: Collocalia esculenta) یک گونه بادخورک از خانواده بادخورکان است که در جزیره سولاوسی اندونزی و به سمت شرق تا گینه نو، مجمع الجزایر بیسمارک و جزایر سلیمان یافت می‌شود.
۱۷ زیرگونه شناخته‌شده وجود دارد.
بادخورک درخشان حداقل در بخشی از محدوده‌اش فراوان گزارش شده است. با هیچ تهدید خاصی روبرو نیست و در نتیجه، آی‌یوسی‌ان آن را به عنوان کمترین نگرانی درج کرده است.